# روي تايلور
روي تايلور (بالإنجليزية: Roy Taylor) هو دراج نيوزيلندي، ولد في 21 يوليو 1916 في أوكلاند في نيوزيلندا، وتوفي في 7 يناير 1987.